# Lissodema laevipennis
Lissodema laevipennis es una especie de coleóptero de la familia Salpingidae.

## Distribución geográfica
Habita en Japón.